# 奉恩寺站
奉恩寺站（：／ Bongeunsa yeok */?）是首爾地鐵9號線沿線的一座地下車站，位於韓國首爾特別市江南區三成洞。

## 車站構造
站體為2面2線側式月台的地下車站，候車月台設有月台幕門，並有出口共7處。

### 月台配置
| 三成中央 ↑   |
| \| 上        |
| ↓ 綜合運動場 |

| 月台 | 路線           | 目的地                                           |
| ---- | -------------- | ------------------------------------------------ |
| 上行 | ●首爾地鐵9號線 | 三成中央、新論峴、鷺梁津、金浦機場、開花方向     |
| 下行 | ●首爾地鐵9號線 | 綜合運動場、石村、奧林匹克公園、中央報勳醫院方向 |

## 歷史
- 2015年3月28日：落成啟用。

## 車站周邊
- 奉恩寺
- 奉恩公園
- Genie音樂
- 現代Glovis（朝鲜语：현대글로비스）
- COEX水族館（朝鲜语：코엑스 아쿠아리움）
- COEX商場
  - 星空圖書館
  - 永豐文庫（朝鲜语：영풍문고）COEX店
  - COEX Megabox
- 韓國綜合貿易中心
- 三成1洞行政福利中心
- 三成站

## 圖片

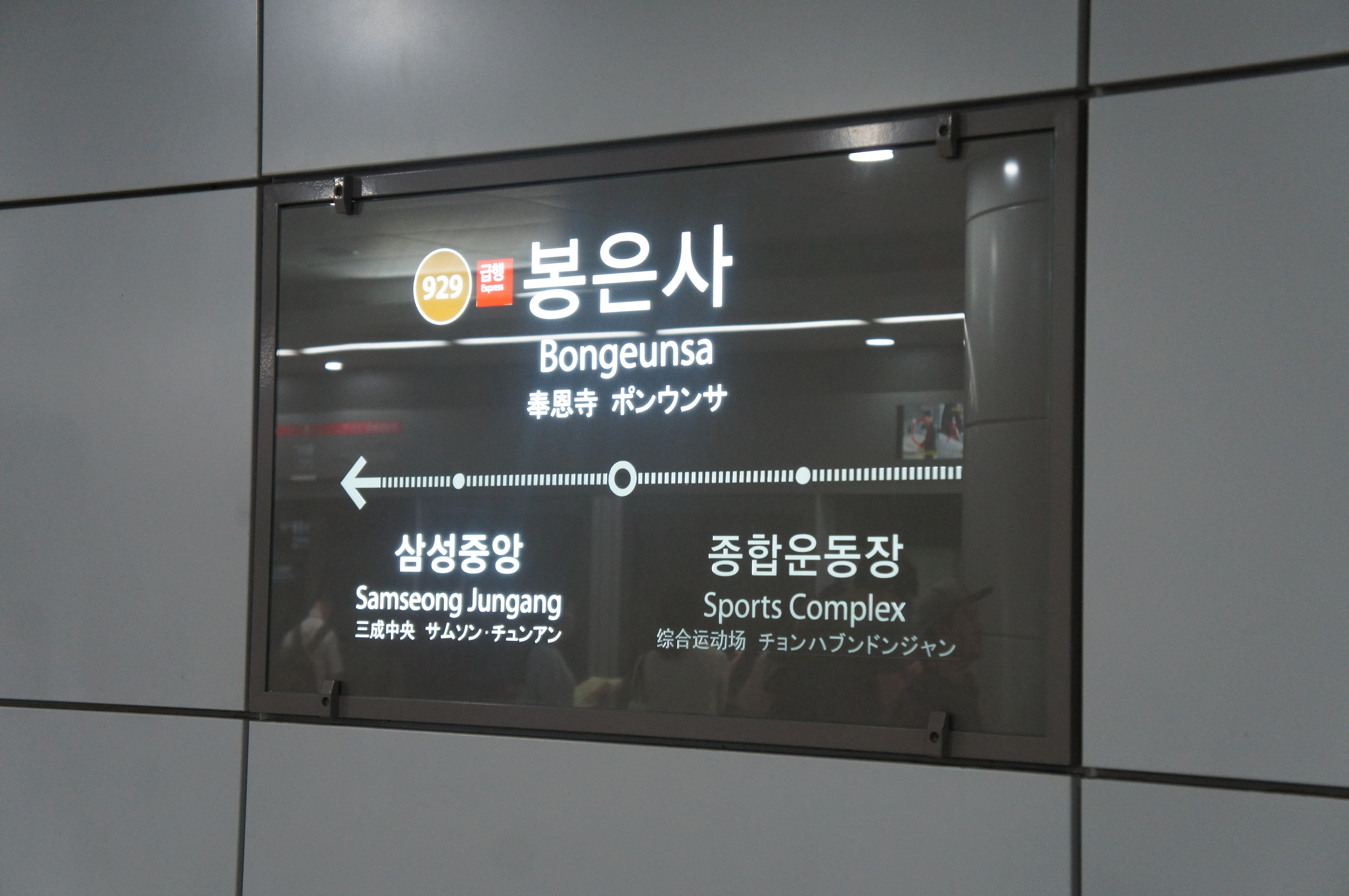
站名牌
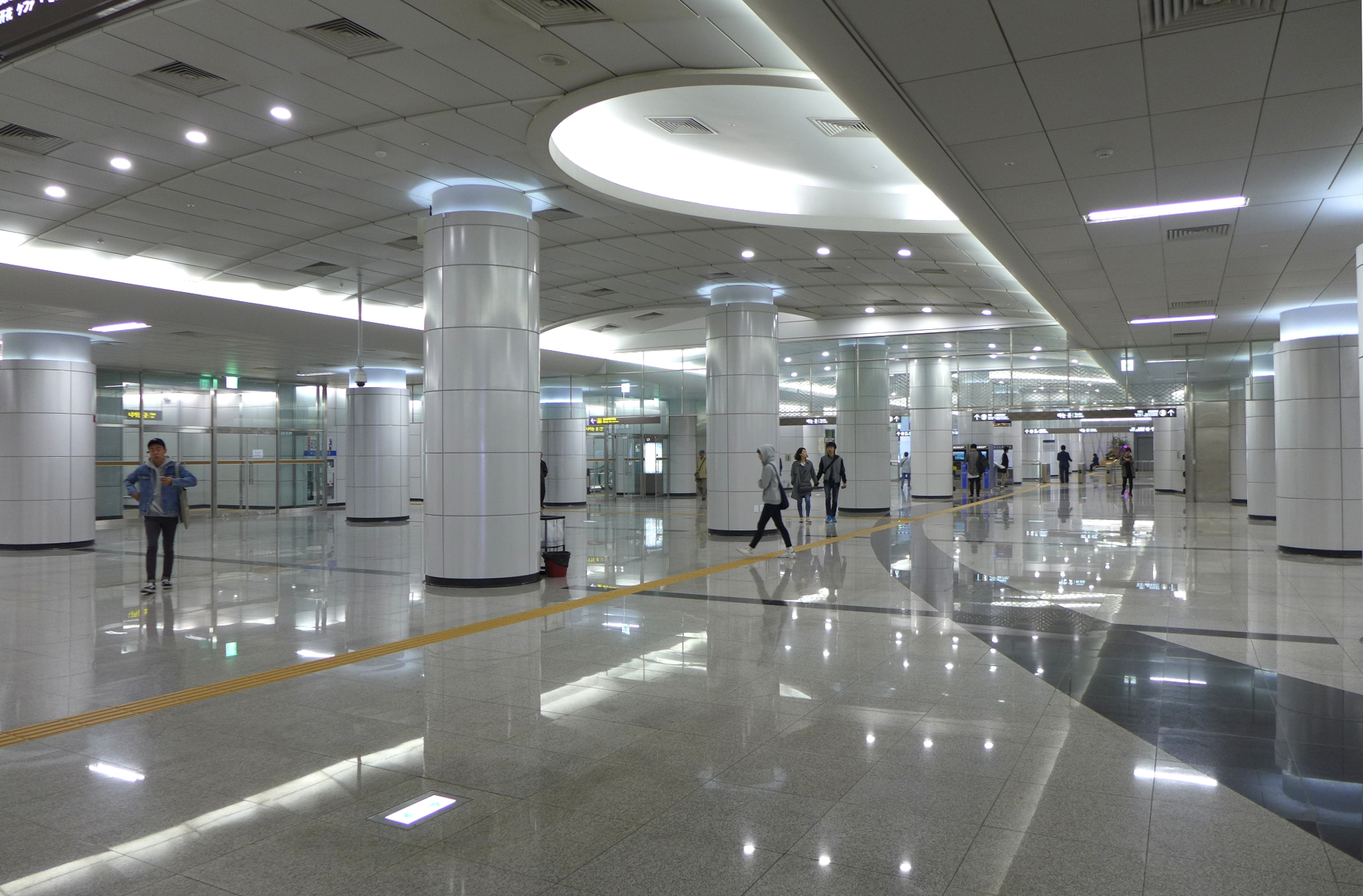
車站川堂
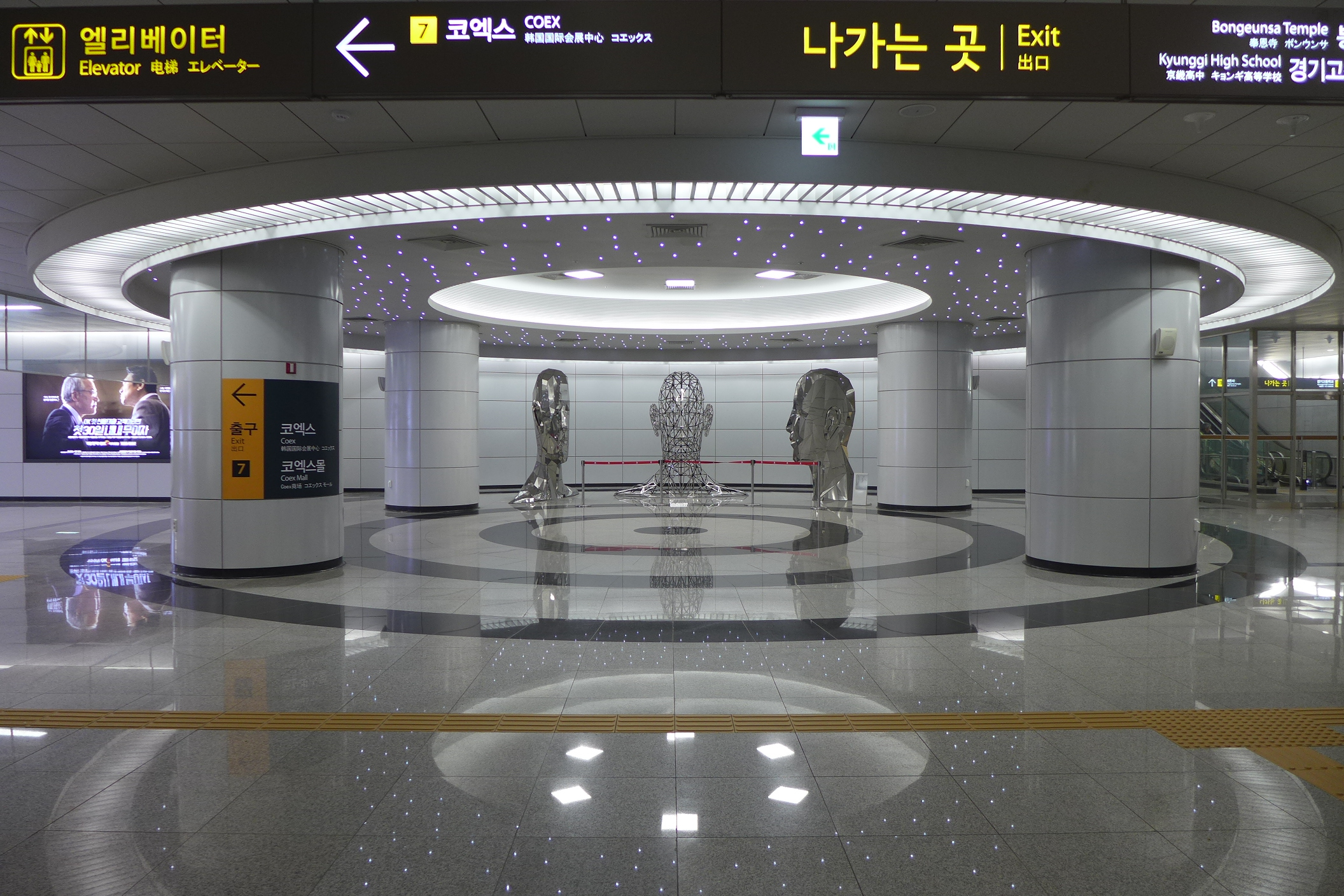
車站大廳
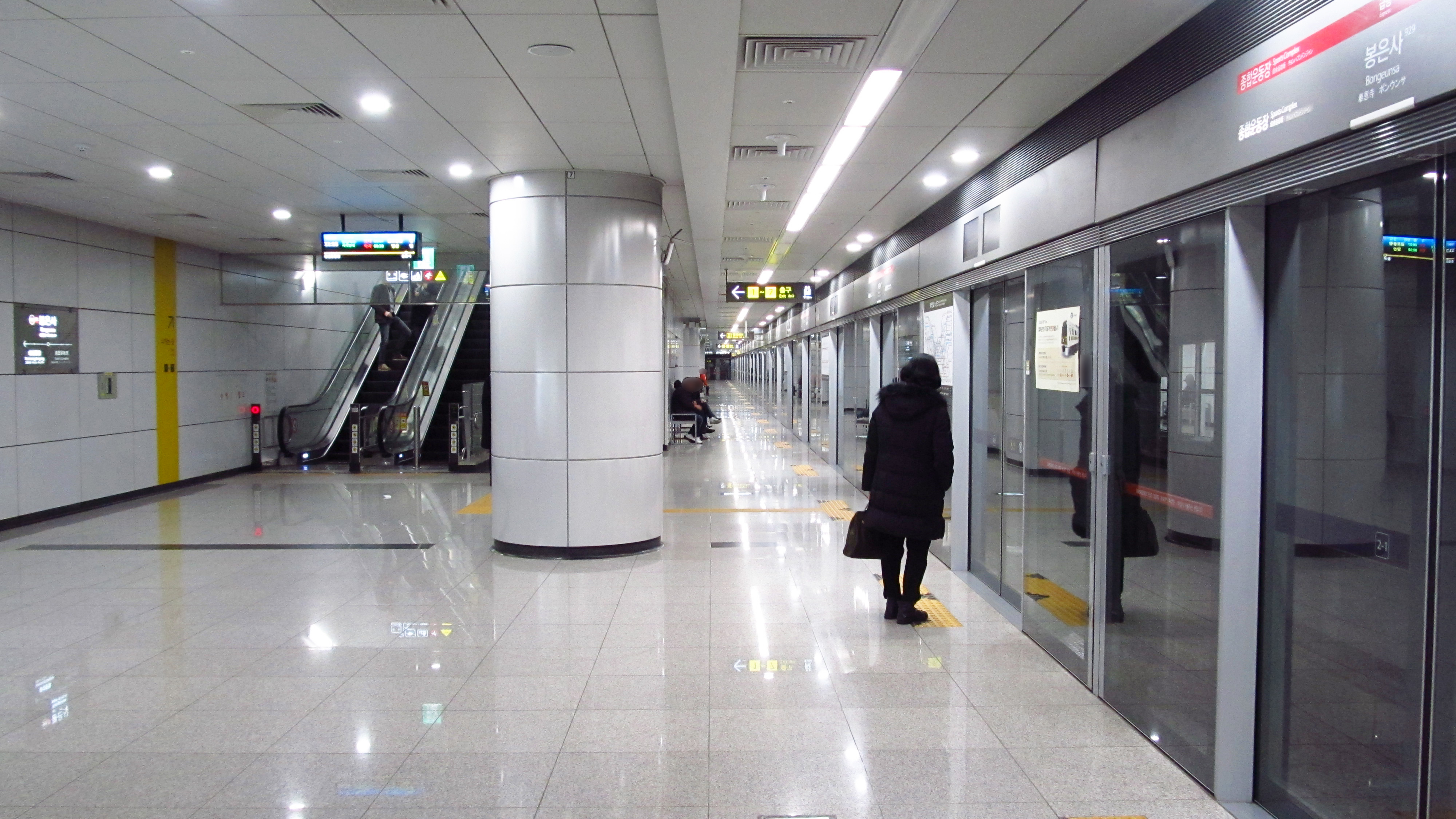
候車月台
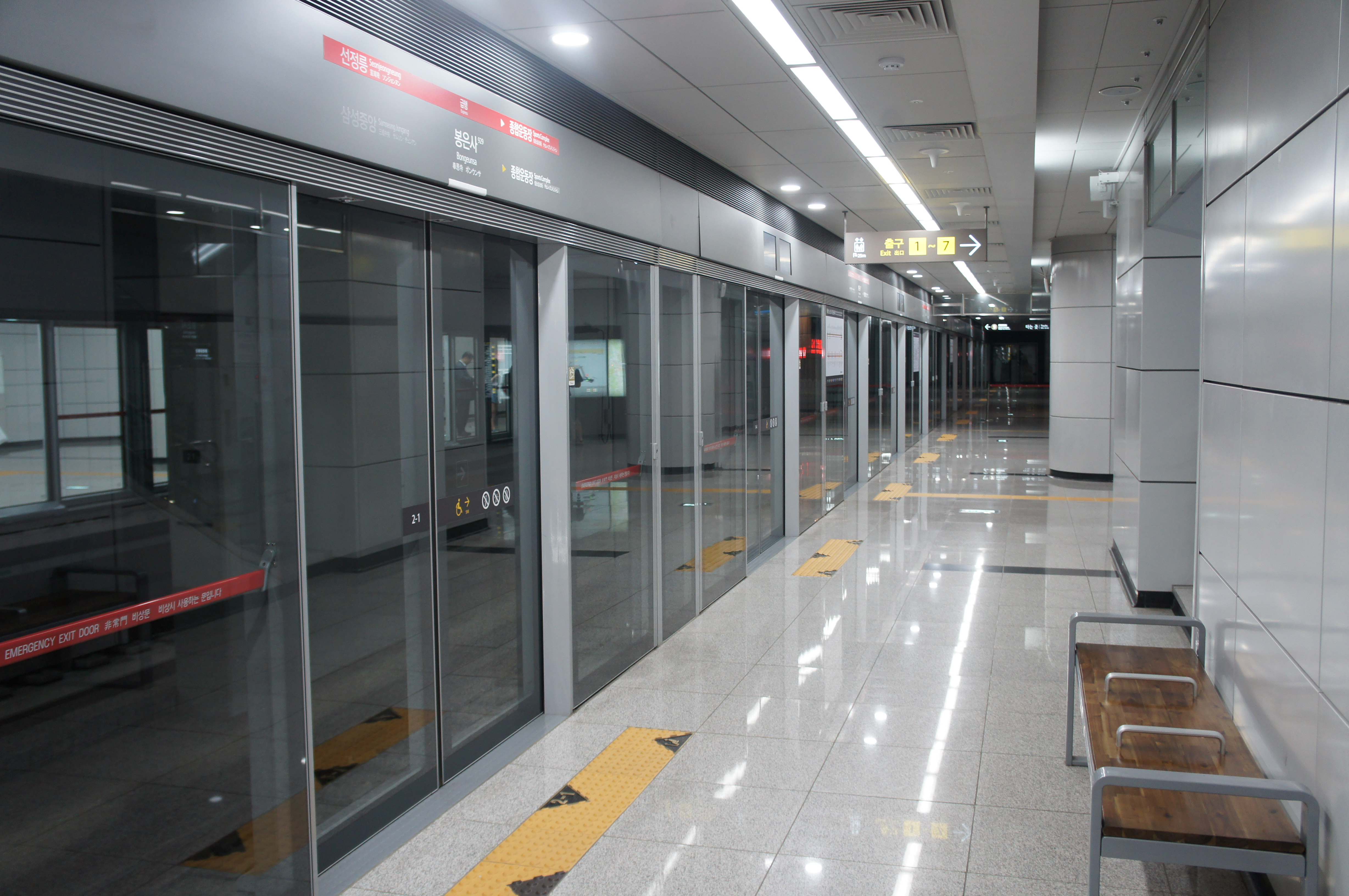
候車月台（往中央報勳醫院方向）
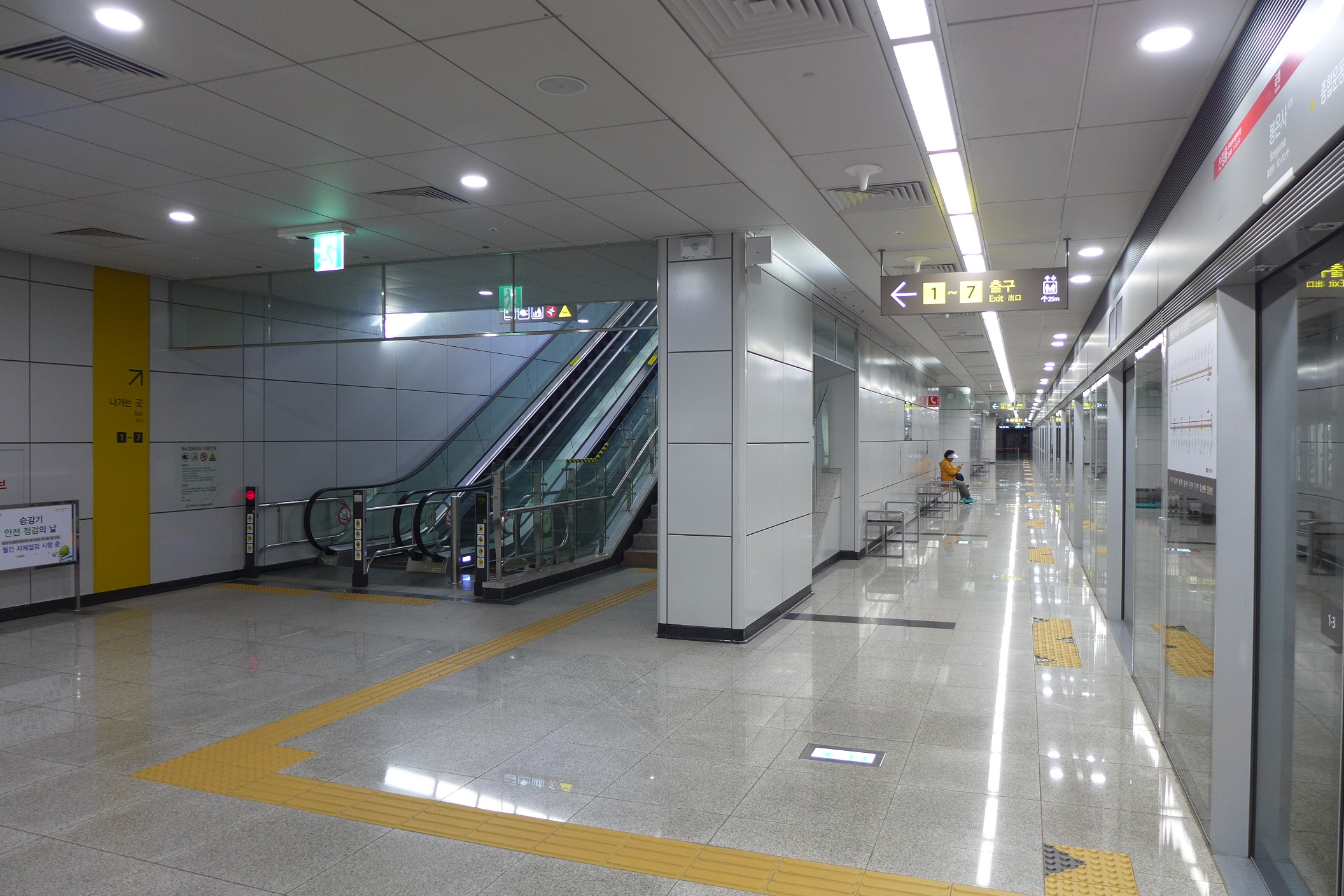
候車月台（往開花方向）
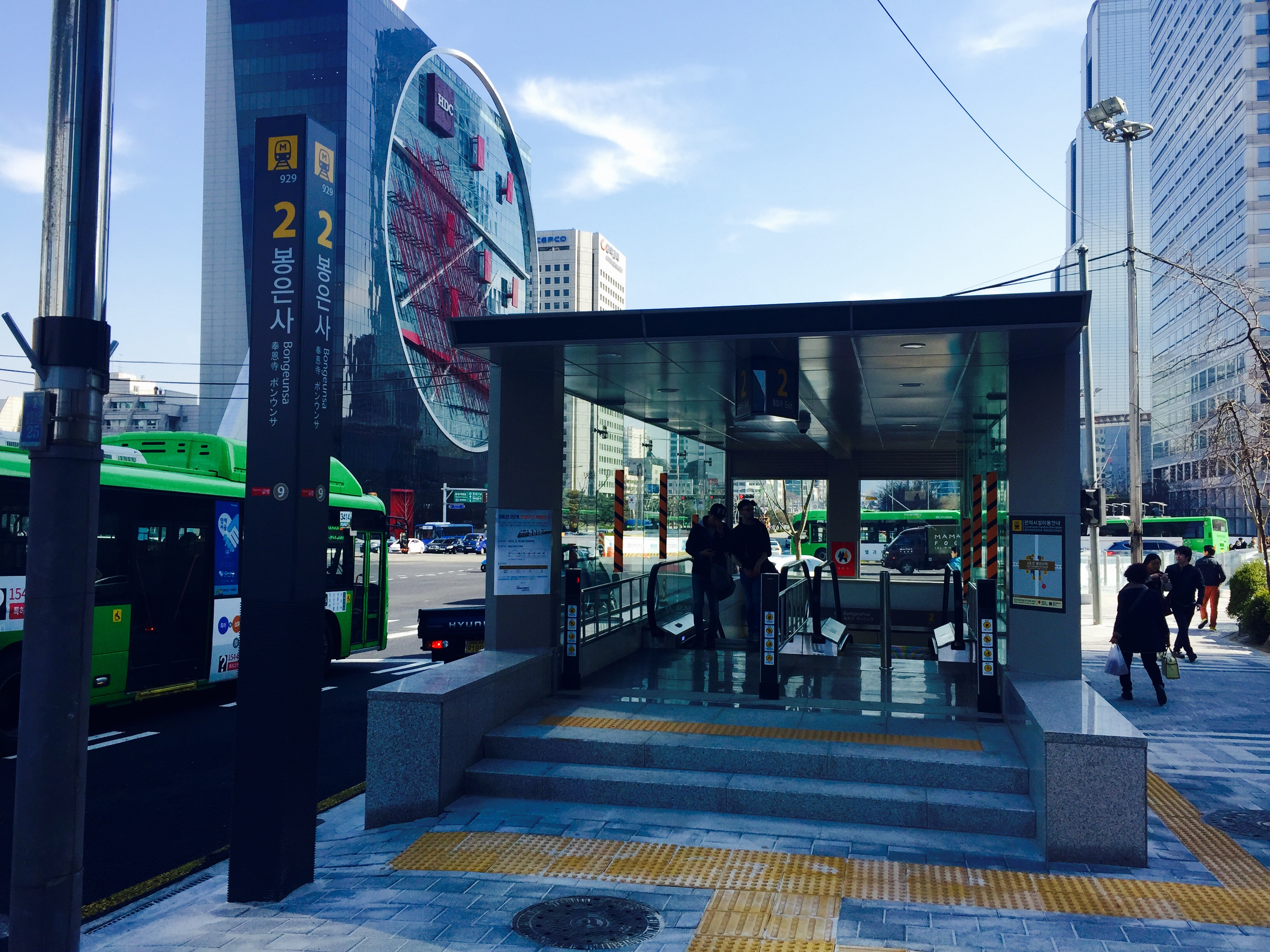
2號出口
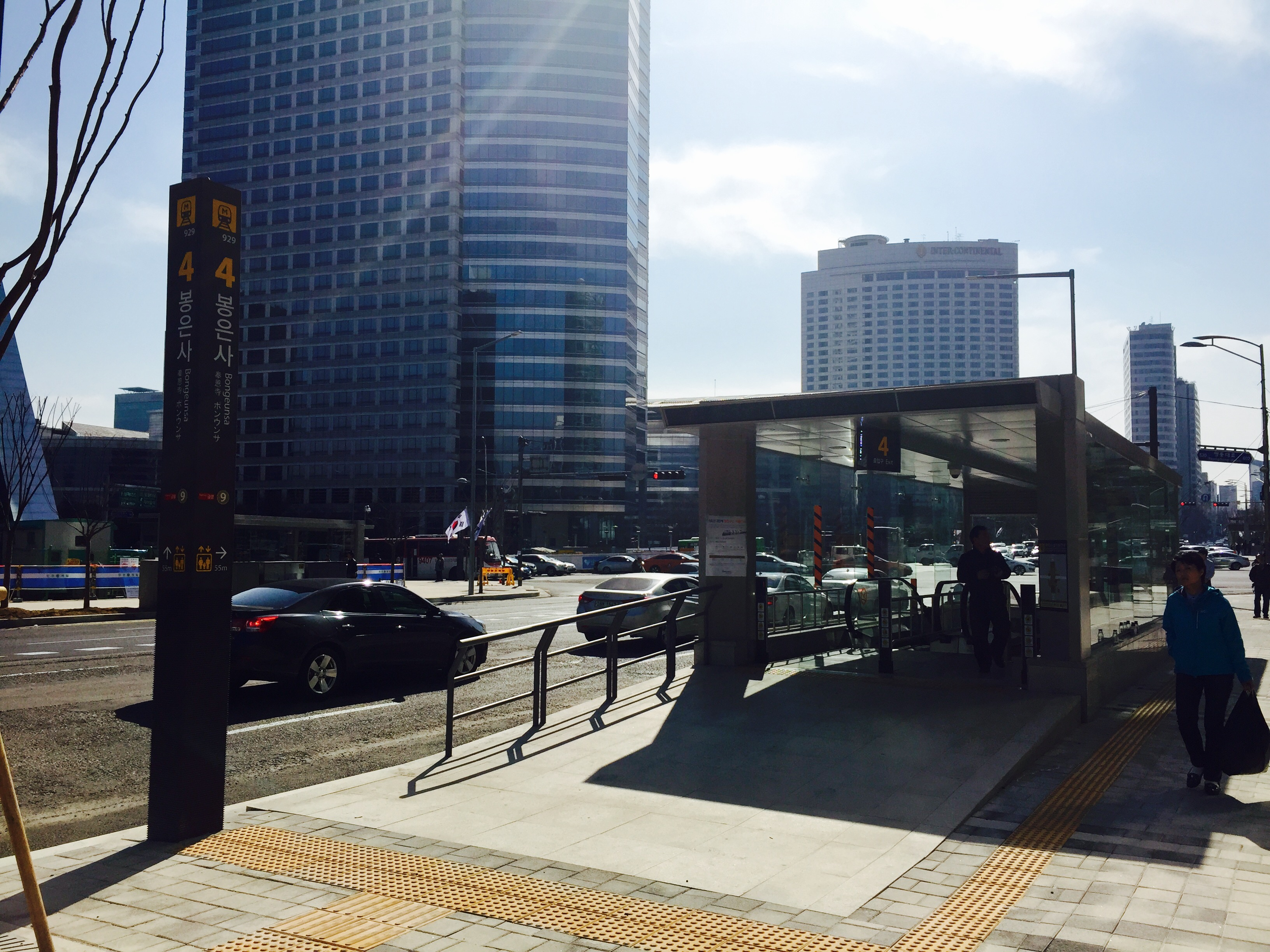
4號出口
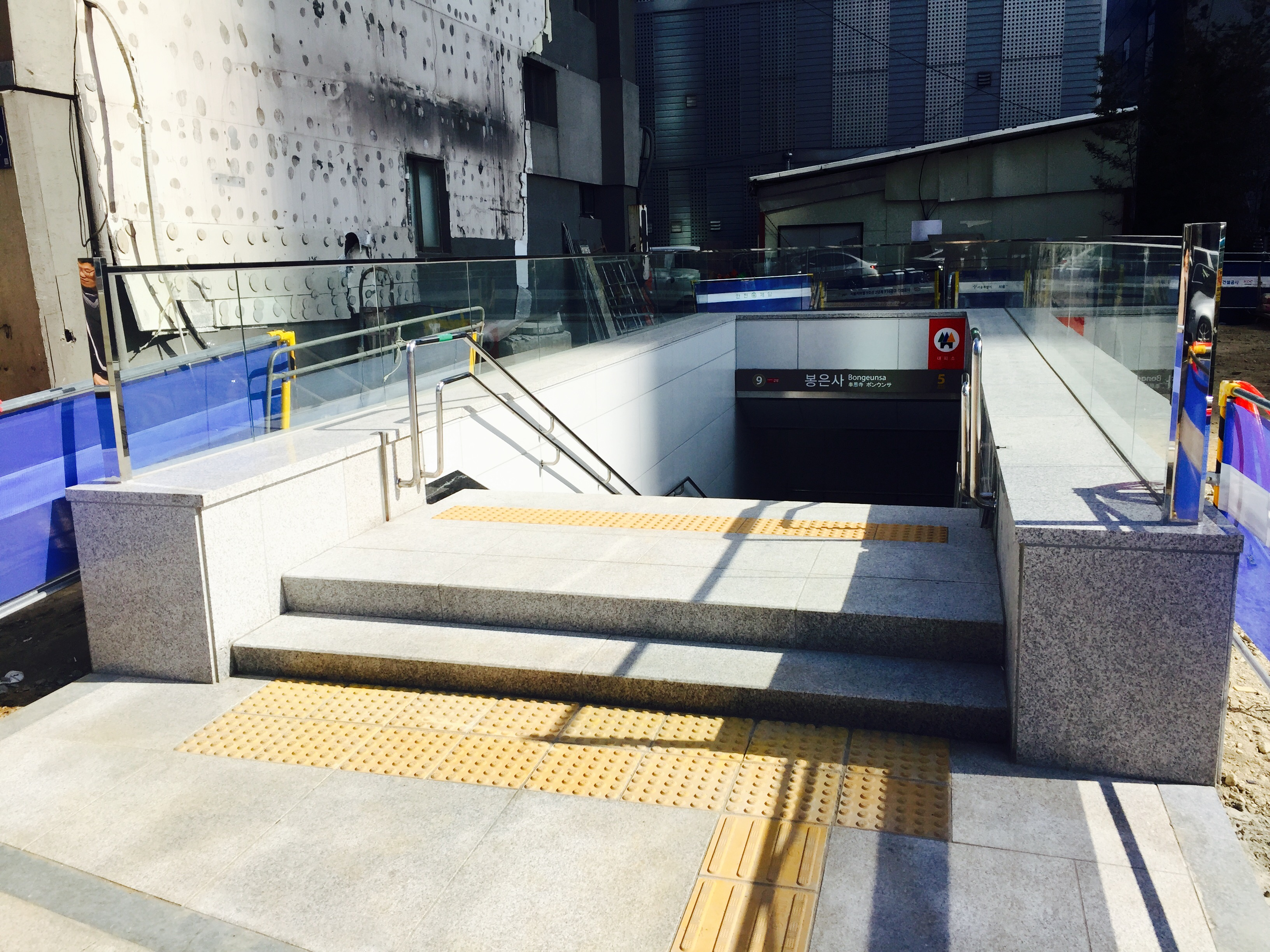
5號出口
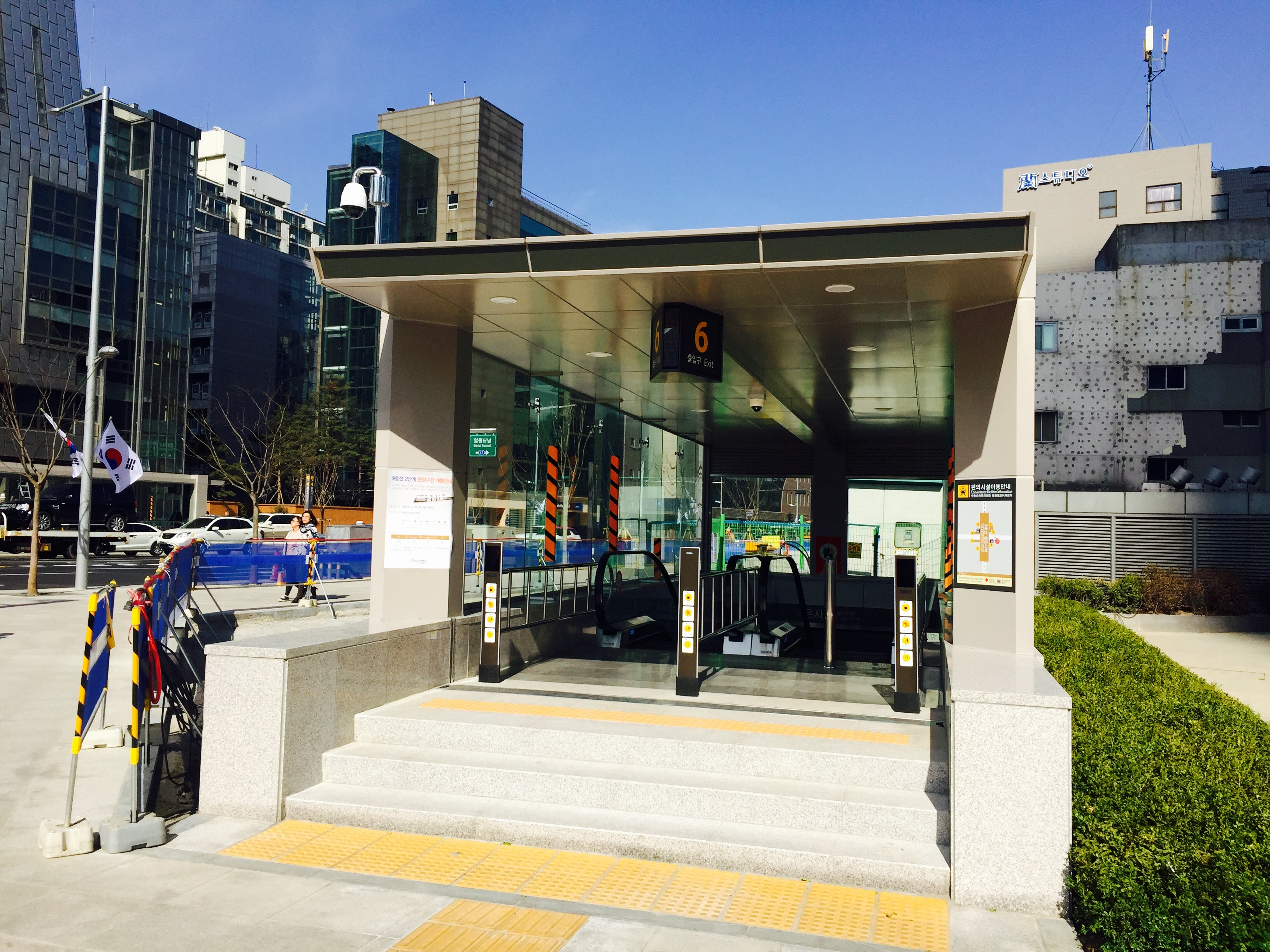
6號出口

## 相鄰車站
首爾交通公社
急行
宣靖陵（927）－奉恩寺（929）－綜合運動場（930）
一般
三成中央（928）－奉恩寺（929）－綜合運動場（930）